# Слэйден, Уолтер
Уолтер Слэйден (Walter Percy Sladen, 1849—1900) — английский зоолог.

## Биография
Изучал почти исключительно анатомию и систематику иглокожих, одним из лучших знатоков которых считался. Им открыт новый орган морских ежей («cribriform organ»), названный в честь его органом Слэйдена. Современная классификация иглокожих принадлежит Слэйдену, капитальнейшим трудом которого является обработка Echinodermata в научных результатах известной экспедиции «Челленджера».